# 대니얼 포츠
대니얼 포츠(Daniel Potts, 1994년 4월 13일 ~ )는 잉글랜드의 축구 선수이다. 현재 루턴 타운에서 활약하고 있다.